# Fuerte de San Miguel
El Fuerte de San Miguel és una fortificació militar ubicada 6 km al sud de la llacuna Merín-Mirim, propera a la ciutat del Chuy, dins el departament de Rocha, al sud-est de l'Uruguai. Va ser construït el 1737 pels portuguesos sobre el turó de San Miguel, després d'haver abandonat els seus intents de poblar Maldonado.

## Arquitectura
El fort es localitza al límit de la serra de San Miguel, 35 msnm. Presenta planta en el format rectangular, amb baluards pentagonals en els vèrtexs, rematats per garites. El perímetre de les seves muralles totalitza 300 metres.
De menors proporcions que la veïna Fortalesa de Santa Teresa, va rebre un acabament de menor qualitat a causa de la inexistència de pedres de granit en el lloc, sent emprada una pedra granítica rosada que el caracteritza, en aparell irregular.
Atès a les reduïdes dimensions, no va ser possible construir rampes que servissin per unir els plans superiors dels baluards, on s'obren 18 canoneres en total. L'accés al fort era fet per un pont llevadís sobre un fossat inundat. En el terraplè, hi havia l'edifici de la capella.

## Miscel·lània
Sota l'administració de l'exèrcit, l'estructura es troba oberta de forma permanent als visitants, al costat del Museu d'Història Militar, el qual mostra una col·lecció d'uniformes històrics de les tropes, així com una exposició sobre l'evolució dels uniformes de l'exèrcit. Una sèrie de pintures per l'artista Emilio Regalía també són d'accés al públic.
Al costat del fort hi ha una posada, Hosteria Fortin de San Miguel, un edifici de l'any 1945 construït amb l'estil colonial espanyol, amb vint habitacions i un saló de ball per acomodar fins a 150 persones.

## Galeria

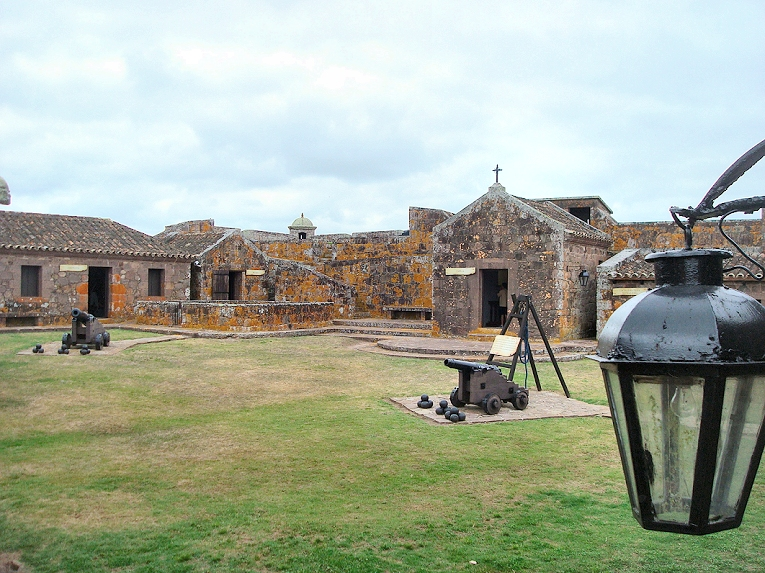
Fuerte de San Miguel.
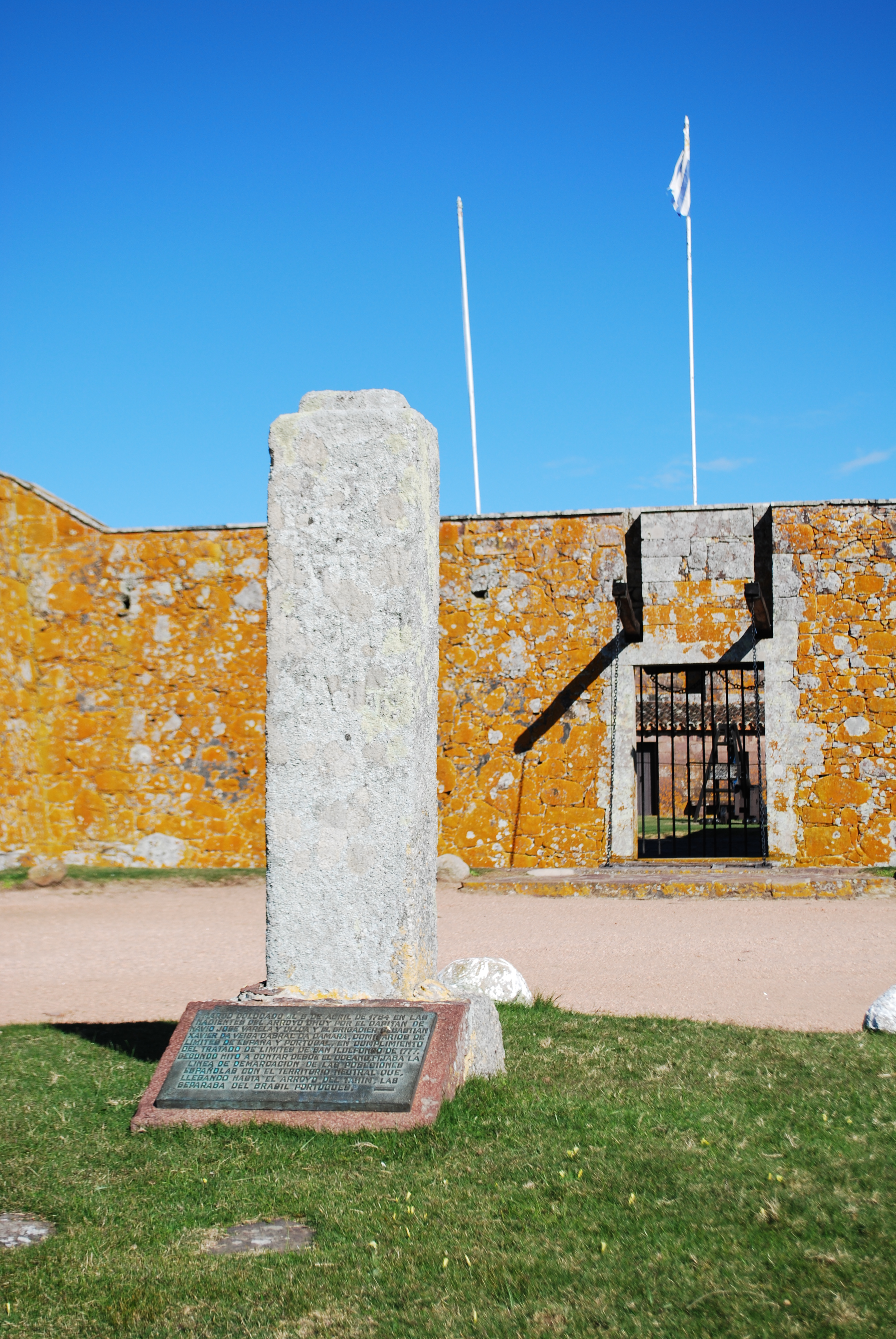
Porta principal del Fuerte de San Miguel.
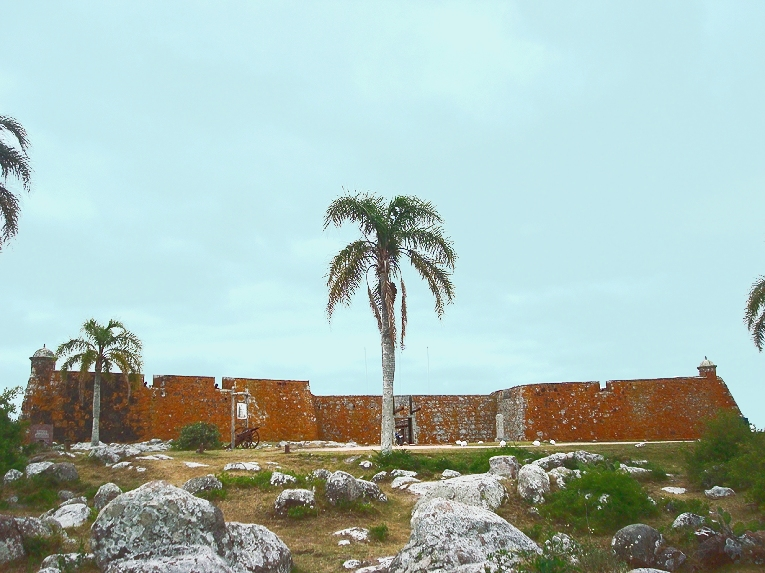
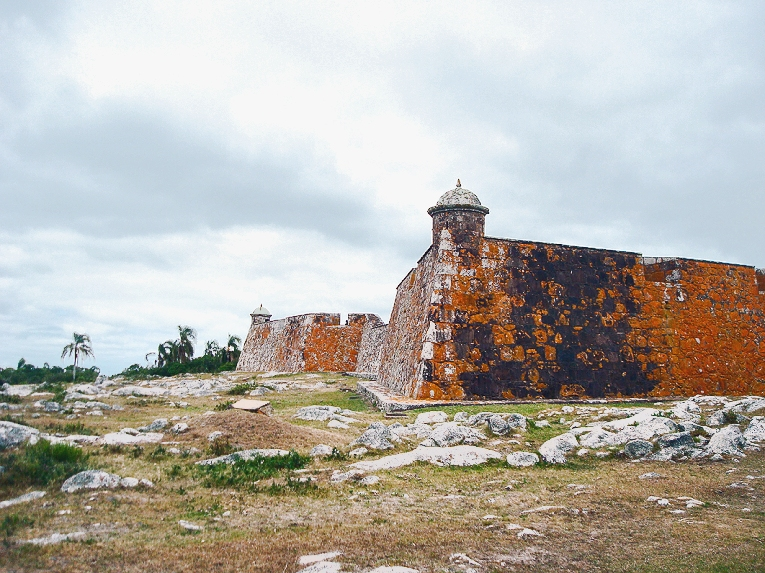
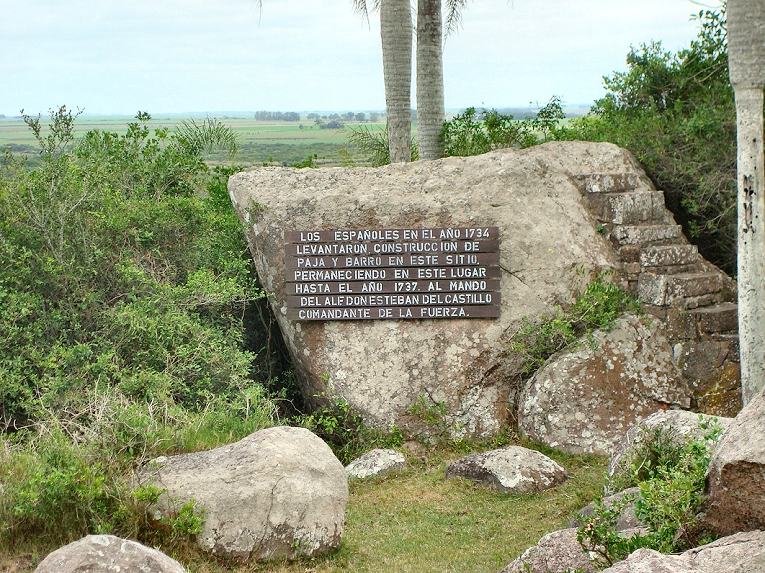
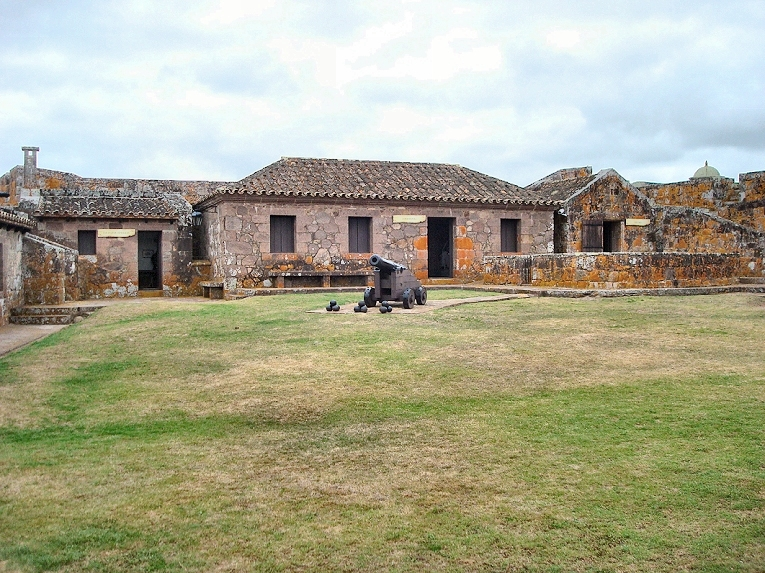